# Pleuroprucha atomaria
Pleuroprucha atomaria är en fjärilsart som beskrevs av William Schaus 1901. Pleuroprucha atomaria ingår i släktet Pleuroprucha och familjen mätare. Inga underarter finns listade i Catalogue of Life.